# 足寄インターチェンジ
足寄インターチェンジ（あしょろインターチェンジ）は、北海道足寄郡足寄町にある道東自動車道・十勝オホーツク自動車道のインターチェンジ (IC)。
北見市方面の十勝オホーツク自動車道は建設凍結されていたが、2021年に事業再開された。
東日本高速道路（NEXCO 東日本）管轄区間の最終ICであり、十勝オホーツク自動車道は国土交通省北海道開発局の管轄（無料区間）となる。
料金所は設置されておらず、有料区間の料金収受や通行券授受・ETC流入情報入力は池田ICに併設された池田本線料金所で行う。
2025年（令和7年）時点で本別JCTがハーフジャンクションのため、本別ICとの間の区間は双方向とも利用できないが、2026年度（令和8年度）よりフルジャンクション化（足寄・本別間の通行路整備）事業が着工予定である。

## 歴史
- 2003年（平成15年）
  - 6月8日：池田IC - 本別IC/足寄IC間開通に伴い、供用開始[5][6]。
  - 12月25日：足寄 - 北見間が新直轄方式により整備されることが決定[7]。
- 2006年（平成18年）2月7日：第2回国土開発幹線自動車道建設会議において、足寄 - 陸別小利別間の着工が事実上凍結される。
- 2014年（平成26年）8月8日：整備計画の変更により陸別町陸別 - 陸別町小利別間の建設凍結は解除され、当面着工しない区間は足寄町 - 陸別町陸別に縮小[8]。
- 2021年（令和3年）7月30日：整備計画変更により、建設凍結されていた足寄町 - 陸別町陸別の事業再開[2]により、十勝オホーツク道の事業凍結は全面解除となった。

## 周辺
- 仙美里ダム（利別川）
- 足寄動物化石博物館
- 北海道足寄高等学校
- 里見が丘公園
- 道の駅あしょろ銀河ホール21（旧足寄駅）
- 道の駅足寄湖
- 足寄町国民健康保険病院
- 足寄町役場
- 松山千春の生家

## 接続する道路
- 直接接続
  - 国道242号（国道274号との重用区間）

## 隣
E61 道東自動車道
(11) 池田IC/TB - (12) 本別JCT - (1) 足寄IC
E61 十勝オホーツク自動車道
(1) 足寄IC - 陸別IC（仮称）（事業中）